# Distrito de Salaverry
El distrito de Salaverry es uno de los doce distritos que conforman la Provincia de Trujillo, ubicada en el departamento de La Libertad, en el Norte del Perú. 
Desde el punto de vista jerárquico de la Iglesia católica forma parte de la arquidiócesis de Trujillo.

## Límites
El Distrito de Salaverry limita al Norte con el distrito de Moche y el distrito de Laredo.
Limita al Sur con el distrito de Virú, (Provincia de Virú).
Limita al Este con el distrito de Laredo y el distrito de Virú, (Provincia de Virú).
Y limita al Oeste con el Océano Pacífico.

## Historia
Este distrito fue creado mediante Ley del 4 de enero de 1879, durante el gobierno de Mariano Ignacio Prado Ochoa.

## Geografía
Abarca una superficie de 295,88 km² y se encuentra ubicado a 14 km al sur de Trujillo a los 8°13′12″ de latitud sur y a 78°14′12″ de longitud oeste. Tiene una altitud de 3 m s. n. m.
El medio geográfico del Distrito de Salaverry es árido, propio del relieve de la costa. El único cerro que se puede apreciar es el cerro Carretas que se ubica a 110 m s. n. m.
Además podemos ver que el distrito de Salaverry presenta un clima variable. Su temperatura en invierno es casi igual que Trujillo; que oscila en 17-21 °C y en verano llega hasta los 33 °C.
En lo concerniente al ambiente, en el sur de Salaverry podemos hallar aves migratorias, carreteros, pejesapo (siendo este un pez tradicional del distrito); en cuanto a su flora: grama salada y cultivares del proyecto Chavimochic, como son espárragos, uvas, caña de azúcar y frutales.
Cuenta con uno de los principales puertos del país.

## Población
La población era netamente oriunda hasta el año 1960, cuando en el Puerto de Salaverry se exportaba azúcar en saco, se necesitaba gente cargadora para transportar el azúcar hasta el barco, en ese momento las personas de la sierra comenzaron a emigrar para trabajar como cargadores, desde ese entonces la población se integró y ahora podemos encontrar personas de la sierra como netamente de Salaverry.
Según los resultados del censo de población y vivienda del año 2007, la población del distrito Salaverry para ese año era de 13 892 habitantes.
Para el año 2011 se tuvo una población estimada en el distrito de Salaverry de 7.097 habitantes según datos estadísticos del sitio web oficial de la Gerencia Regional de Salud La Libertad, organismo que tiene los datos más actualizados de población de la región debido a que sus metas de atención está determinado por el número de habitantes por cada área geográfica de su jurisdicción.

## Capital
Salaverry es una localidad de la costa norte del Perú situada a 14 km al sur de la ciudad de Trujillo.  Es la capital y único centro poblado del distrito homónimo de la provincia de Trujillo, del departamento de La Libertad.

## Autoridades

### Municipales
- 2015 - 2018
  - Alcalde: Félix Antenor Campaña Silva
  - Regidores: Doris Beatriz Rodríguez Herrera (APP), Elder Arroyo (APP), Marisol Terrones Centurión (APP), Alan Pierre Salinas Tomapasca (APP), Eurosina  (Partido Aprista Peruano)
- 2011 - 2014[4]
  - Alcalde: Félix Antenor Campaña Silva, del Partido Alianza para el Progreso (APP).
  - Regidores:  Doris Beatriz Rodríguez Herrera (APP), Juan Pablo Pescorán Segura (APP), José Wilfredo Pasco Jiménez (APP), Alan Pierre Salinas Tomapasca (APP), Fernando José Elías Venegas Sussoni (Partido Aprista Peruano).[5]
- 2007 - 2010
  - Alcalde: Miguel Ángel Martínez Vargas Durango, del Partido Aprista Peruano.

### Policiales
- Comisario:  PNP.

### Religiosas
- Arquidiócesis de Trujillo[6]
  - Arzobispo de Trujillo: Monseñor Héctor Miguel Cabrejos Vidarte, OFM.[7]
- Parroquia
  - Párroco: Claudio Delgado